# 楽陵千年棗林景区
楽陵千年棗林景区は中華人民共和国山東省楽陵市にある国家AAAAレベル観光地である。漢代まで遡る棗の木が延々と栽培され「棗林」となり、主な棗の産地でもある。敷地に国家2級博物館やホテルなどがある。楽陵影視城と隣接している。

## 参考
1. ↑  “【最新】楽陵万亩林游览区 - チケット、営業時間、口コミ、写真 [2025年 Trip.com]”. TRIP.COM. 2025年4月13日閲覧。
2. ↑  “图说乐陵 - 乐陵市人民政府”. laoling.gov.cn. 2025年4月13日閲覧。
3. ↑  “楽陵千年棗林生態旅游区 – ALA!中国”. alachugoku.com. 2025年4月13日閲覧。